# Holland (Indiana)
Holland é uma cidade  localizada no estado americano de Indiana, no Condado de Dubois.

## Demografia
Segundo o censo americano de 2000, a sua população era de 695 habitantes.
Em 2006, foi estimada uma população de 698, um aumento de 3 (0.4%).

## Geografia
De acordo com o United States Census Bureau tem uma área de
0,9 km², dos quais 0,9 km² cobertos por terra e 0,0 km² cobertos por água. Holland localiza-se a aproximadamente 161 m acima do nível do mar.

## Localidades na vizinhança
O diagrama seguinte representa as localidades num raio de 20 km ao redor de Holland.